# Параизу (Сан-Паулу)
Параизу (порт. Paraíso) — муниципалитет в Бразилии, входит в штат Сан-Паулу. Составная часть мезорегиона Сан-Жозе-ду-Риу-Прету. Входит в экономико-статистический микрорегион Катандува. Население составляет 5943 человека на 2006 год. Занимает площадь 154,558 км². Плотность населения — 38,5 чел./км².

## История
Город основан 17 августа 1933 года.

## Статистика
- Валовой внутренний продукт на 2003 составляет 133.386.636,00 реалов (данные: Бразильский институт географии и статистики).
- Валовой внутренний продукт на душу населения на 2003 составляет 23.368,37 реалов (данные: Бразильский институт географии и статистики).
- Индекс развития человеческого потенциала на 2000 составляет 0,793 (данные: Программа развития ООН).